# کاراکتر دیریکله
در ریاضیات، به‌خصوص در نظریه اعداد، کاراکترهای دیریکله (به انگلیسی: Dirichlet Characters)، (یا مشخصه دیریکله) نوعی توابع حسابی اند که از کاراکترهای کاملاً ضربی روی یکه‌های (units) حلقه {\displaystyle \mathbb {Z} /k\mathbb {Z} } سر برمی‌آورند. کاراکترهای دیریکله جهت تعریف L-توابع دیریکله استفاده شده، که توابعی مرومورف با انواع خواص تحلیلی جذاب اند.
اگر {\displaystyle \chi } یک کاراکتر دیریکله باشد، L-سری دیریکله را می‌توان به صورت زیر تعریف کرد:
{\displaystyle L(s,\chi )=\sum _{n=1}^{\infty }{\frac {\chi (n)}{n^{s}}}}
که در آن s یک عدد مختلط با بخش حقیقی بزرگتر از ۱ است. با ادامه تحلیلی، این تابع را می‌توان به یک تابع مرومورفیک روی کل صفحه مختلط بسط داد. L-توابع دیریکله، تعمیم‌هایی از تابع زتای ریمان بوده و عمدتاً در تعمیم فرضیه ریمان ظاهر می‌شوند.
کاراکترهای دیریکله به افتخار دیریکله نامگذاری شده‌است. این اشیاء ریاضیاتی بعدها توسط اریش هکه به کاراکترهای هکه تعمیم یافت اند (که به Grössencharacter نیز معروفند).

## ارجاعات
1. ↑  در ترجمه کتاب نظریه تحلیلی اعداد آپوستول، توسط علی اکبر عالم زاده و علی اکبر رحیم زاده به آن "مشخص دیریکله" گفته شده، اما از آنجا که در ریاضیات مشخصه معادلی برای discriminant است و برای آن معنا رواج دارد، برای دوری از ابهام به صورت همان "کاراکتر" از انگلیسی آورده شد.

- مشارکت‌کنندگان ویکی‌پدیا. «Dirichlet Character». در دانشنامهٔ ویکی‌پدیای انگلیسی، بازبینی‌شده در ۲۳ آوریل ۲۰۲۱.